# Ixora rugulosa
Ixora rugulosa är en måreväxtart som beskrevs av Nathaniel Wallich och Wilhelm Sulpiz Kurz. Ixora rugulosa ingår i släktet Ixora och familjen måreväxter. Inga underarter finns listade i Catalogue of Life.